# SuperHeavy (álbum)
| Críticas profissionais                                                      | Críticas profissionais |
| Pontuações agregadas                                                        | Pontuações agregadas   |
| Fonte                                                                       | Avaliação              |
| --------------------------------------------------------------------------- | ---------------------- |
| Metacritic                                                                  | 52/100                 |
| Avaliações da crítica                                                       |                        |
| Fonte                                                                       | Avaliação              |
| Rolling Stone                                                               | link                   |
| Allmusic                                                                    | [ 2 ]                  |
| The A.V. Club                                                               | D                      |
| The Daily Telegraph                                                         | [ 4 ]                  |
| Entertainment Weekly                                                        | B−                     |
| The Guardian                                                                | [ 6 ]                  |
| The Independent                                                             | [ 7 ]                  |
| Los Angeles Times                                                           | [ 8 ]                  |
| The Observer                                                                | [ 9 ]                  |
| Rolling Stone                                                               | [ 10 ]                 |
| Esta tabela precisa de ser acompanhada por texto em prosa. Consulte o guia. |                        |

SuperHeavy é o álbum de estreia  lançado pela banda de mesmo nome, formada em 2011 pelo vocalista dos The Rolling Stones, Mick Jagger, pelo antigo guitarrista dos Eurythmics, Dave Stewart, pela cantora de soul Joss Stone e pelo filho mais novo de Bob Marley, Damian Marley. Jagger e Stewart depois chamaram o músico indiano A.  R. Rahman. Foi lançado em setembro de 2011.

## Faixas
1. "Superheavy"- 5:05
2. "Unbelievable"- 3:50
3. "Miracle Worker"-4:09
4. "Energy"-3:42
5. "Satyameva Jayathe"-4:07
6. "One Day One Night"-4:37
7. "Never Gonna Change" -4:23
8. "Beautiful People"-5:00
9. "Rock Me Gently"-5:59
10. "I Can't Take It No More"-3:21
11. "I Don't Mind"-4:59
12. "World Keeps Turning"-3:47

Faixas-bônus da Deluxe Edition
1. "Mihaya"
2. "Warring People"
3. "Common Ground"
4. "Hey Captain"